# Elmore County, Alabama
Elmore County är ett county i den amerikanska delstaten Alabama. 2012 uppskattades countyt ha 80 629 invånare. Den administrativa huvudorten (county seat) är Wetumpka.

## Geografi
2013 hade countyt en total area på 1 701,73 km². 1 601,88 km² av arean var land och 99,85 km² var vatten.

### Angränsande countyn
- Coosa County - nord
- Tallapoosa County - nordöst
- Macon County - sydöst
- Montgomery County - syd
- Autauga County - väst
- Chilton County - nordväst